# Mesókampos
Mesókampos (Mesokampos) är en ort i Grekland.   Den ligger i prefekturen Nomós Sámou och regionen Nordegeiska öarna, i den östra delen av landet, 290 km öster om huvudstaden Aten. Mesókampos ligger 6 meter över havet och antalet invånare är 110. Den ligger på ön Samos.
Terrängen runt Mesókampos är kuperad åt nordost, men åt sydväst är den platt. Havet är nära Mesókampos söderut.Runt Mesókampos är det ganska tätbefolkat, med 124 invånare per kvadratkilometer. Närmaste större samhälle är Pythagoreion, 3,5 km sydväst om Mesókampos. 